# جنگ فنلاند
جنگ فنلاند (سوئدی: Finska kriget) نبردی میان پادشاهی سوئد و امپراتوری روسیه بود که از ۲۱ فوریه‌ی ۱۸۰۸ تا ۱۷ سپتامبر ۱۸۰۹ به‌طول انجامید. در نتیجه‌ی این نبرد، یک‌سوم شرقی سوئد با نام دوک‌نشین بزرگ فنلاند به‌عنوان یک منطقه‌ی خودمختار درون امپراتوری روسیه تأسیس شد. از دیگر نتایج قابل‌ذکر این نبرد، تصویب یک قانون اساسی جدید از سوی پارلمان سوئد، و ایجاد دودمان برنادوت به‌عنوان خاندان جدید سلطنتی این کشور در سال ۱۸۱۸ بود.